# マッドチェスター
マッドチェスター (Madchester) とは、1980年代後半から1990年前後にかけて、イギリスの都市・マンチェスター（Manchester）を中心に起こったムーブメントであり、マンチェスターと「狂った」という意味のマッド（Mad）からの造語である。マンチェスター・サウンドとも呼ばれ、ダンサブルなビートとドラッグ文化を反映したサイケデリックなサウンドが特徴とされるロックのスタイルを指す。

## 解説
当時のダンスミュージックの台頭に伴うレイブカルチャーやドラッグの流行とあいまって、ロックの分野でもオープンで享楽主義的な音楽性を志向するバンドと、それを享受する多数のファンが発生した。そうしたバンドはレイブ同様に共同体意識のもと、アーティストと観衆の上下関係や垣根を取り払うことを目指したことから「これからは（ステージの上のバンドではなく）オーディエンスの時代だ」とも言われた。同時代の『セカンド・サマー・オブ・ラブ』と呼ばれるムーブメントの影響を受けており、ハウスを中心としたダンス・ミュージックの発展とも大きく関わっている。音楽的には伝統的なロックのフォーマットを取りながらも、ハウスの4つ打ちのビートを導入し、「オーディエンスが踊れるかどうか」という機能性を重視した。
この音楽性の発展に貢献したレーベルとしてはファクトリー・レコードなどがあり、代表的なバンドとしてはザ・ストーン・ローゼズやハッピー・マンデーズ、ザ・シャーラタンズ (UK)などが知られている。
マッドチェスターは他ジャンルの台頭や、低迷していたUKシーンを持ち上げるハイプ的な印象をリスナーに与えてしまったこともあり、ムーブメントとしては短命に終わった。だが、その後UKシーンで活躍したオアシスやブラー、レディオヘッドなどの多くのバンドは世代的にこのムーヴメントを通過しており、後進バンドに絶大な影響を与えたとも言われている。

## 代表的なミュージシャン
- ザ・ストーン・ローゼズ (The Stone Roses)
- ザ・シャーラタンズ (The Charlatans)
- ハッピー・マンデーズ (Happy Mondays)
- インスパイラル・カーペッツ (Inspiral Carpets)
- ニュー・オーダー (New Order)
- ザ・ファーム (The Farm)
- ア・ガイ・コールド・ジェラルド (A Guy Called Gerald)
- ジェイムス (James)
- ソウル・II・ソウル (Soul II Soul)
- ワールド・オブ・ツイスト (World of Twist)
- 808ステイト (808 State)
- ヒプノトーン (Hypnotone)
- 2フォー・ジョイ (2 For Joy)
- キャンディフリップ (Candy Flip)
- レイルウェイ・チルドレン